# Raffaele I di Costantinopoli
Raffaele I (in greco Ραφαήλ Α΄?, in serbo Рафаило I?; ... – 1476) è stato un arcivescovo ortodosso serbo, patriarca ecumenico di Costantinopoli dal 1475 fino alla sua deposizione l'anno successivo.

## Biografia
Raffaele era un monaco serbo. Fu probabilmente scelto e sostenuto come patriarca da Mara Brankovic, la matrigna del sultano Maometto II. Raffaele riuscì ad ottenere il trono patriarcale nei primi mesi del 1475, promettendo al sultano un pagamento annuale di 2000 fiorini d'oro con una donazione una tantum di 700 fiorini d'oro. 
La comunità greca di Costantinopoli non prese parte alla sua nomina e si oppose ferocemente al nuovo patriarca. Il metropolita di Eraclea, che tradizionalmente intronizzava il nuovo patriarca di Costantinopoli, si rifiutò di farlo e la liturgia fu celebrata dal metropolita di Ancira. Per questo motivo Raffaele non venne riconosciuto come patriarca da gran parte del clero greco. 
Nel settembre del 1475, nominò Spiridone di Tver come nuovo metropolita ortodosso di Kiev e di tutta la Russia. 
Le fonti mostrano un pregiudizio nei confronti di Raffaello. Venne accusato di non parlare correttamente il greco, per il suo forte accento straniero e per la sua dipendenza all'alcool. Proprio per questa dipendenza venne descritto come impossibilitato a rimanere in piedi durante le cerimonie del Venerdì santo. 
Raffaele regnò per circa un anno, fino all'inizio del 1476; all'inizio dell'anno, quando doveva pagare il dono annuale promesso al Sultano, cercò i fiorini d'oro dalle offerte dai fedeli, che negarono il loro aiuto. Incapace di pagare la tassa richiesta, fu immediatamente deposto e incarcerato. Morì poco dopo ancora in catene. 